# Пост-Північний-Сортувальний
Пост-Півні́чний — залізничний пасажирський зупинний пункт Харківського залізничного вузла Південної залізниці.
Зупинна платформа розташована у Холодногірському районі Харкова одразу за шляхопроводом вулиці Довгалевського між залізничною станцією Харків-Пасажирський (5 км) та зупинним пунктом Підміська (2 км). Це остання платформа цієї залізничної гілки у межах Харкова. Наступна платформа Підміська розташована вже за межами міста.
Потяги далекого прямування по платформі Пост-Північний не зупиняються.
Відстань до станції Харків-Пасажирський — 5 км.

## Шляховий розвиток
Платформами обладнано дві головних колії станції Харків-Сортувальний.

## Споруди
Будівля вокзалу з касою, сходи для підйому до шляхопроводу.

## Потяги
Ділянка Харків — Козача Лопань обслуговується електропоїздами ЕР2, ЕР2Р, ЕР2Т Харківського депо «Харків-Головне» (колишнє «Жовтень»).
У непарному напрямку поїзда йдуть до станції Харків-Пасажирський, в парній — до станцій Дергачі, Козача Лопань.